# Navarretia gowenii
Navarretia gowenii är en blågullsväxtart som beskrevs av L.A.Johnson. Navarretia gowenii ingår i släktet navarretior, och familjen blågullsväxter. Inga underarter finns listade i Catalogue of Life.